# Hattenser Kirche

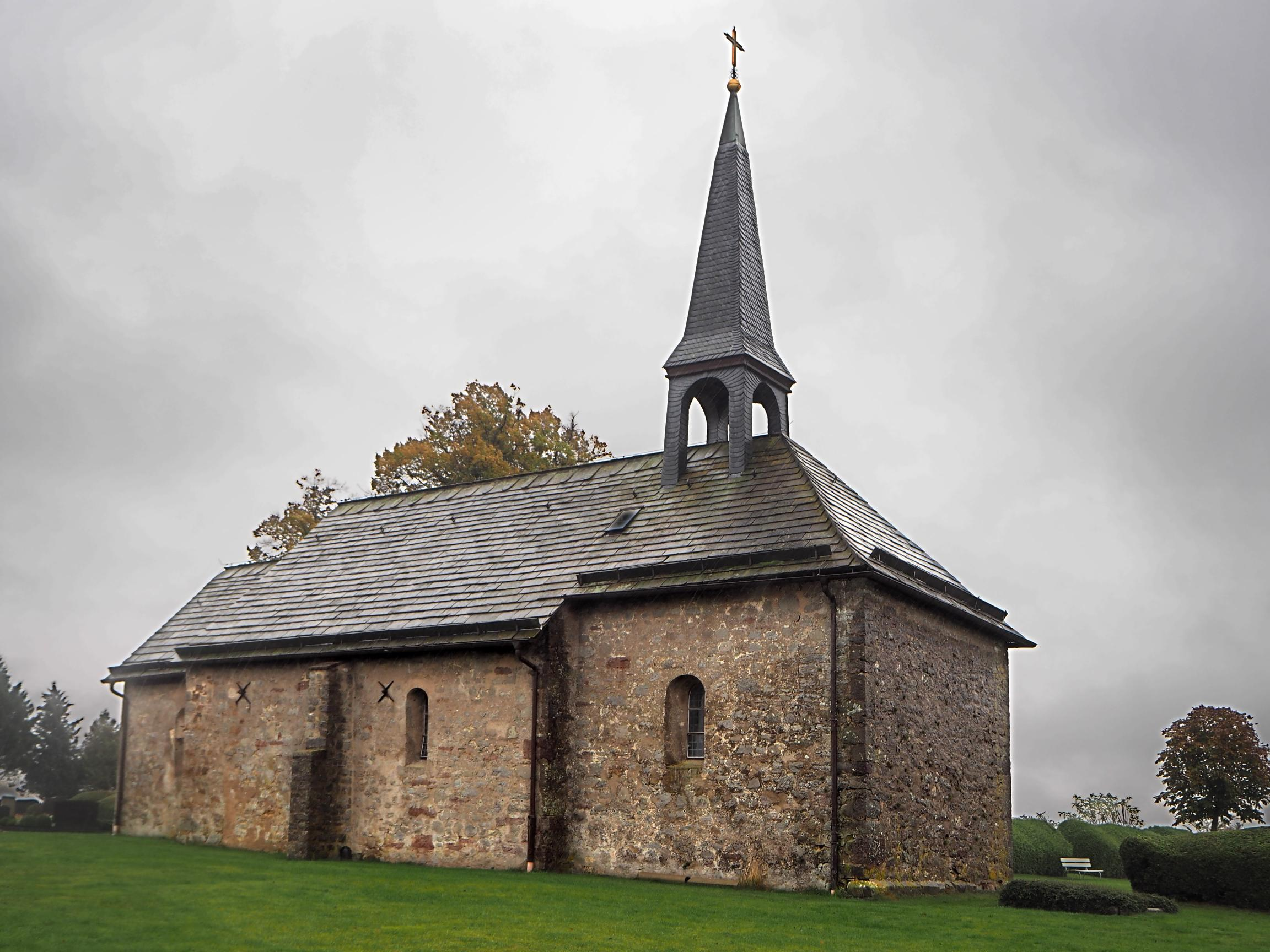
Hattenser Kirche von Nordwesten aus gesehen. Deutlich zu erkennen sind die unterschiedlich breiten Gebäudeteile.

Die Hattenser Kirche liegt alleinstehend in der Feldmark, etwa einen Kilometer nördlich des Fleckens Ottenstein auf der Ottensteiner Hochebene im Landkreis Holzminden in Niedersachsen. Sie ist von einem Friedhof umgeben.

## Baubeschreibung
Das Bauwerk ist aus Bruchsteinen im Stil der späten Romanik errichtet und mit Sandsteinplatten gedeckt. Als Entstehungszeit wird das 13. Jahrhundert vermutet, andere Quellen setzen die Bauzeit noch früher an. Während die kleinen Fenster rundbogig sind, weist die Eingangstür schon einen gotischen Bogen auf.
An die zwei mittleren Joche des Kirchenschiffs schließt sich ein deutlich schmalerer Chor an. Auch das Westjoch ist schmaler ausgeführt. Es wird von Dehio als Turmjoch bezeichnet, weil es wahrscheinlich ursprünglich einen massiven Turm getragen hat. Der heutige Dachreiter entstand erst im Zuge einer Restaurierung im 19. Jahrhundert und musste nach einem Blitzschlag 1899 neu errichtet werden.
Das Kirchenschiff ist durch ein Kreuzgratgewölbe gedeckt. Der Boden des Chors ist um eine Stufe erhöht. Dort befindet sich ein romanischer Altartisch. Darüber erhebt sich ein Kanzelaltar mit Malereien aus späterer Zeit. 

## Neue Nutzung

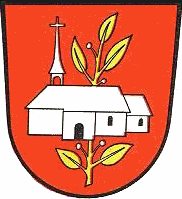
Das Wappen von Ottenstein zeigt die Hattenser Kirche.

Der Ort Hattensen ist vermutlich schon im ausgehenden Mittelalter wüst gefallen. Wie man annimmt, sind die Einwohner nach Ottenstein in den Schutz der Burg umgesiedelt. Von Hattensen blieb kein Gebäude erhalten, außer der Kirche, dem einzigen Steinbau des Ortes. Diese dient seit 1840 dem Flecken Ottenstein als Kapelle für den umgebenden Friedhof und wird deshalb auch als Hattenser Kapelle bezeichnet. Gelegentlich finden hier heute auch Gottesdienste statt.
Auf dem Friedhof liegt der Tischlergeselle Antonio Congo (1811–1844) begraben, der laut Grabsteininschrift als „Sohn eines Afrikanischen Häuptlings“ geboren, im Kindesalter als Sklave nach Brasilien verschleppt und dort von einem Hamburger Unternehmer gekauft wurde. Auf Wanderschaft sei er in Ottenstein an einer nicht näher benannten Krankheit gestorben.